# 门杜
门杜（Mendu），是印度北方邦Hathras县的一个城镇。总人口12001（2001年）。

## 人口
该地2001年总人口12001人，其中男性6497人，女性5504人；0—6岁人口2223人，其中男1199人，女1024人；识字率46.61%，其中男性为56.98%，女性为34.38%。